# Personaggi di Yu-Gi-Oh! Zexal
Questa è la lista dei personaggi dell'anime Yu-Gi-Oh! Zexal, tratto dal manga di Naoto Miyashi.

## Personaggi principali
Yuma Tsukumo (九十九遊馬?, Tsukumo Yūma)
Il protagonista, è un ragazzo un po' maldestro, testardo ed energico, sottovalutato a scuola e nei duelli, ma che accetta sempre ogni sfida e non si arrende mai: questo comportamento è da lui chiamato "Kattobing", tradotto in italiano con l'espressione "energia al massimo!". Il suo sogno è diventare un campione di duelli, nonostante la sorella maggiore Kari sia inizialmente contraria, e utilizza un deck con mostri misti datogli da suo padre: quest'ultimo gli ha anche donato la Chiave dell'Imperatore, che permette di aprire la porta verso la Dimensione Astrale. È innamorato della sua compagna di classe Tori. Nel corso del tempo, inizia ad avere più padronanza del suo deck e a vincere i duelli più facilmente. La sua carta più importante è Numero 39: Utopia, che nel corso delle due serie subisce molte trasformazioni, grazie anche al potere Zexal, che permette a Yuma di fondere la sua anima con quella di Astral e rafforzare la sua carta Numero con le Zexal Weapon, e più avanti le Zexal Server.
Doppiato da Tasuku Hatanaka (ed. giapponese), Renato Novara (ed. italiana)
Astral (アストラル?, Asutoraru)
Il Numero originale, proviene dal Mondo Astrale e risiede nella Chiave dell'Imperatore. Inizialmente solo Yuma, Tron e Hart possono vederlo o sentirlo, ma dopo il duello con il Dottor Faker ne diventano capaci anche Kite, Shark, Tori e successivamente Rio. È un genio dei duelli e offre la sua esperienza a Yuma, le cui tattiche di duello sono carenti, per ottenere i novantanove Numeri, frammenti della sua memoria andati dispersi quando ha incontrato Yuma nell'uscire dalla sua dimensione. Non sempre lui e Yuma vanno d'accordo, ma la loro collaborazione dà risultati sorprendenti. Come i Numeri di cui è composta la sua memoria, può assumere il controllo del corpo e della mente altrui, ma ci prova solo una volta con Yuma all'inizio, fallendo. Nella prima serie scopre che la sua missione è distruggere la Terra, mentre nella seconda, come i Bariani, deve trovare il Codice Numeron, una specie di carta divina che ha creato il suo mondo e quello Bariano, e riscrive gli eventi secondo la volontà di chi ne è in possesso. Astral la utilizza per riportare in vita tutti coloro che sono periti durante la guerra tra i tre mondi.
Doppiato da Miyu Irino (ed. giapponese), Federico Zanandrea (ed. italiana)
Reginald "Shark" Kastle (神代凌牙「シャーク」?, Kamishiro Ryōga "Shāku") / Nash (ナッシュ?, Nasshu)
Rivale di Yuma, del quale durante la serie diventa amico, è un campione dei duelli e viene soprannominato Shark per via del suo deck formato da mostri di tipo Acqua-Pesce. Dopo l'incidente della sorella Rio partecipa al torneo nazionale di Duel Monsters, volendo mantenere la promessa fattale, quella di riuscire a vincere, ma viene squalificato durante la finale per aver guardato le carte dell'avversario prima dell'inizio del duello. Dopo questa delusione, si unisce a un gruppo di teppisti, ma poi si schiera dalla parte di Yuma e torna a scuola. In una vita passata era Nash, leader dei Sette Imperatori Bariani, che Vector ha fatto sparire per prenderne il posto come capo. Riscoperta la sua natura Bariana, decide di tornare alla guida del Mondo Bariano. È l'unico imperatore Bariano a non venire assorbito da Don Thousand e i cui i ricordi originali non sono stati modificati. In seguito al duello finale di Yuma e Astral, consegna i numeri rimasti ad Astral prima di dissolversi. In seguito lui e gli altri imperatori vengono riportati in vita dal potere del Codice Numeron. La carta caratteristica del suo Deck è Numero 32: Draghetto Squalo, ma anche mostri Xyz "semplici" come Portaerei Sommergibile Squalo e Lanciere Raggio Nero. È proprio Shark il possessore (brevemente) della prima carta Numero apparsa nella serie, ossia Numero 17: Drago Leviatano.
Doppiato da Toshiki Masuda (ed. giapponese), Davide Garbolino (ed. italiana)

Kite Tenjo (Tenjo Kaito?)
Un ragazzo dal carattere scontroso che non ama farsi aiutare, è un cacciatore di Mostri Numero per conto del Dottor Faker perché vuole aiutare suo fratello malato Hart, al quale tiene molto. Aiutato dal robot Orbital, può fermare il tempo per chiunque, eccetto i possessori di Mostri Numero. Usa un deck fotonico e la sua carta principale è Drago Fotonico Occhi Galattici, che in seguito si evolve in Neo Drago Fotonico Occhi Galattici grazie ai poteri di Hart. Dopo il Carnevale Mondiale di Duelli diventa amico di Yuma e, poiché quest'ultimo, sconfiggendo Tron, ha fatto tornare in salute Hart, non deve più raccogliere i Numeri. Nella seconda serie aiuta Yuma nella lotta contro i Bariani ed entra in rivalità con Mizar, uno dei Sette Imperatori, per decidere chi di loro due sia il maestro dei mostri Occhi Galattici. Kite appare anche in Yu-Gi-Oh! Arc-V.
Doppiato da Kōki Uchiyama (ed. giapponese), Ruggero Andreozzi (ed. italiana)
Tori Meadows (観月 小鳥?, Mizuki Kotori)
È una compagna di classe e amica d'infanzia di Yuma. Anche se non è una duellante, possiede un D-Gazer ed è sempre al fianco di Yuma, del quale è innamorata. È intelligente e brava con i computer, ed è in rivalità con Cathy per l'affetto di Yuma. Duella una volta assieme a Cathy durante il Duel Sport Tournament sotto ipnosi di Girag, utilizzando un deck di tipo Fata, ma duellerà altre volte.
Doppiata da Mikako Komatsu (ed. giapponese), Sabrina Bonfitto (ed. italiana)
Bronk Stone (武田 鉄男?, Takeda Tetsuo)
Amico di Yuma e bravo duellante, ha sconfitto Yuma molte volte. Gira spesso in skateboard e ha una sorella maggiore che ha frequentato il liceo insieme a Kari; nel corso della serie, si prende una cotta per Rio, la sorella di Shark. Il suo deck è composto da mostri di tipo giocattolo meccanico.
Doppiato da Luca Bottale (ed. italiana)
Hart Tenjo (天城 ハルト?, Tenjō Haruto)
Il fratello minore di Kite, può creare sentieri verso altre realtà e usa la sua abilità per attaccare il Mondo Astrale con la spazzatura di Heartland; non ha ricordi del suo passato e possiede un grande potere di distruzione. Guarisce dalla sua malattia grazie a Yuma.
Doppiato da Yūko Sanpei (ed. giapponese), Federica Valenti (ed. italiana)
Rio Kastle (神代璃緒?, Kamishiro Rio) / Marin (メラグ?, Meragu, Merag)
È la sorella gemella di Shark, rimasta gravemente ferita a causa di un incendio scatenato da una carta giocata da Four durante un duello, ma poi si riprende e comincia a frequentare la scuola di Yuma. È una ragazza tranquilla, affascinante e con grandi capacità atletiche, doti che attirano l'attenzione di tutti i ragazzi della scuola, in particolare di Bronk; è, però, piuttosto irritabile e severa, e ha paura dei gatti. Il suo deck è composto da mostri di tipo Bestia Ghiaccio. In una vita passata era Marin, sorella di Nash e leader in seconda degli Imperatori Bariani, fatta sparire da Vector per evitare che aspirasse al titolo di leader. Riscoperte le sue origini Bariane, torna con Shark nel Mondo Bariano. Dopo il tradimento di Vector, viene sfidata da quest'ultimo a duello insieme a Dumon, ma vengono entrambi sconfitti e assorbiti da Don Thousand. In seguito al duello finale di Yuma e Astral, lei e gli altri imperatori vengono riportati in vita dal potere del Codice Numeron.
Doppiata da Megumi Han (ed. giapponese), Francesca Bielli (ed. italiana)

## Antagonisti
Dottor Faker (Dr.フェイカー?, Dokuta Feikā)
Un famoso scienziato malvagio, un tempo ha collaborato con Byron Arclight (Tron) e Kazuma Tsukumo per aprire un varco verso il Mondo Astrale, ma a causa del tradimento di Faker, però, i due uomini sono finiti dall'altra parte del varco e Byron si è trasformato in un bambino, assumendo l'identità di Tron. Il suo scopo è controllare tutte le carte Numero per distruggere il Mondo Astrale per conto di Vector e alla fine controllare l'intero pianeta. È il padre di Hart e Kite e, essendo fortemente interessato ai poteri di Hart, è molto protettivo nei suoi confronti. Dopo essere stato sconfitto al termine della prima serie da Yuma, diventa buono; durante il duello, inoltre, si scopre che aveva fatto un patto con Vector per guarire Hart. Usa un deck Spazzatura e la sua carta più potente è Numero 92: Drago Heart-eartH.
Doppiato da Shinji Ogawa (ed. giapponese), Marco Balzarotti (ed. italiana)
Tron (トロン?, Toron) / Byron Arclight (バイロン・アークライ?, Bairon Ākuraito)
Un misterioso bambino mascherato, la sua vera identità è quella di Byron Arclight, mandato a tradimento nel Mondo Bariano dal Dottor Faker insieme a Kazuma Tsukumo; per questo vuole vendicarsi del primo con i suoi figli: Three, Four e Five. Dopo che Three viene sconfitto da Yuma Tsukumo, Tron elabora un piano per prendere di mira anche lui, dal momento che possiede il "Numero Originale" . Viene sconfitto nella finale del Carnevale Mondiale di Duelli dopo essere stato smascherato da Yuma, ravvedendosi. Usa un deck Araldico.
Doppiato da Sachi Kokuryū (ed. giapponese), Patrizia Mottola (da bambino), Alessandro Zurla (da adulto) (ed. italiana)
IV (Four) (IV?, Fō, Four) / Thomas Arclight (トーマス・アークライ?, Tōmasu Ākuraito)
Figlio di Tron, è il fratello più violento della famiglia, la maggior parte delle sue azioni sono motivate dal prospetto di far tornare suo padre com'era un tempo. È un Cacciatore di Numeri e il Campione d'Oriente di Duel Monsters. Viene coinvolto nell'incidente della sorella di Shark, che la fece ricoverare in ospedale. Dopo la sua sconfitta, si scusa con Shark e lo implora di salvare suo padre. Usa un deck Burattino Arnese.
Doppiato da Yoshimasa Hosoya (ed. giapponese), Claudio Moneta (ed. italiana)
III (Three) (III?, Surī, Ṭhree) / Micheal Arclight (ミハイル・アークライ?, Mihairu Ākuraito)
Il figlio minore di Tron, ha una personalità gentile e ama la sua famiglia. Come i suoi fratelli, giura vendetta sul Dottor Faker, anche se si preoccupa più del benessere della sua famiglia; alla fine pone le sue speranze di salvarli nel suo amico Yuma. Usa un deck Cronomalia.
Doppiato da Kyōsuke Ikeda (ed. giapponese), Massimo Di Benedetto (ed. italiana)
V (Five) (V?, Faibu, Five) / Christopher "Chris" Arclight (クリストファー・アークライト?, Kurisutofā Ākuraito)
Il fratello maggiore di Three e Four, è calmo e molto fedele a Tron e non tollera che qualcuno non gli porti rispetto. Ha collaborato marginalmente con il padre Byron e il Dottor Faker per aprire un varco verso un altro mondo. Quando il genitore è finito nel Mondo Bariano, è diventato il mentore di Kite, al quale ha insegnato a duellare, fino ad andarsene una volta scoperto che era il Dottor Faker la causa della scomparsa del padre. Usa un deck spaziale.
Doppiato da Shouma Yamamoto (ed. giapponese), Luca Sandri (ed. italiana)
Don Thousand (ドン・サウザンド?, Don Sauzando)
Il dio del Mondo Bariano, ha combattuto contro Astral millenni prima, ma è stato sconfitto e sigillato nel Grande Mare Bariano, per poi essere liberato da Vector. Si è quindi fuso con lui, incaricandolo di recuperare dalla Terra i sette Numeri Mitiriani, cioè Numeri leggendari appartenuti a importanti persone del passato, che sono in grado di riportarlo completamente in vita. Vuole far diventare il mondo umano malvagio come quello Bariano, per poi fonderli con dei dispositivi e quindi usare i poteri sommati dei due mondi per distruggere quello Astrale. Verso la fine della serie, assorbe nel suo corpo sei dei sette imperatori Bariani e sfida Yuma, Astral e Nash, venendo alla fine sconfitto. Si scopre inoltre che è il progenitore dei Sette Imperatori Bariani e che è stato lui a creare i loro Numeri e a darli a loro. Usa un deck Numeron, la cui carta più forte è Numero Caos Immaginario 1000: Numeronius Numeronia.
Doppiato da Haruhiko Jo (ed. giapponese), Paolo Sesana (ed. italiana)
Vector/Ray Shadows (ベクター?, Bekutā)
Un Imperatore del Mondo Bariano, ha ingannato e manipolato il Dottor Faker e Tron per raggiungere il suo scopo di distruggere il Mondo Astrale. Dopo la sua prima sconfitta per mano di Yuma Tsukumo, Reginald Kastle e Kite Tenjo, organizza una nuova mossa, assumendo una forma umana sulla Terra, Ray Shadows, come parte di un piano per orchestrare la caduta dei detentori del Potere Zexal. Quando ciò fallisce, Vector libera il dio del Mondo Bariano, Don Thousand, fondendosi con lui. Essi collaborano efficientemente, ma alla fine Don Thousand tradisce Vector assorbendolo per utilizzare il suo potere. In seguito al duello finale di Yuma e Astral, lui e gli altri Imperatori vengono riportati in vita dal potere del Codice Numeron. Usa un deck Orrore Umbral, mentre nella forma umana usa un deck Lucente.
Doppiato da Satoshi Hino (ed. giapponese), Marco Balzarotti (Vector), Federico Viola (Ray) (ed. italiana)
Dumon (ドルベ?, Dorube, Durbe)
Un Imperatore del Mondo Bariano. Dopo la scomparsa di Nash e Marin, Dumon ha assunto il comando dei cinque rimanenti Imperatori Bariani, nel tentativo di proteggere il Mondo Bariano da Astral. Dopo il tradimento di Vector, viene sfidato da quest'ultimo a duello insieme a Marin, ma vengono entrambi sconfitti e assorbiti. In seguito al duello finale di Yuma e Astral, lui e gli altri Imperatori vengono riportati in vita e ritorna nella sua vera forma umana dal potere del Codice Numeron. Usa un deck Serafino delle Stelle.
Doppiato da Daisuke Hirakawa (ed. giapponese), Alessandro Capra (ed. italiana)
Girag/Kiraku (ギラグ?, Giragu)
Un Imperatore del Mondo Bariano, lavora per raccogliere i Numeri al fine di proteggere il suo mondo dalla distruzione. In seguito diventa un "burattino" nelle mani di Vector e di Don Thousand, dopo che quest'ultimo gli ha fatto il lavaggio del cervello e alla fine viene assorbito. In seguito al duello finale di Yuma e Astral, lui e gli altri imperatori vengono riportati in vita dal potere del Codice Numeron. Usa un deck Mano.
Doppiato da Kousuke Takaguchi (ed. giapponese), Graziano Galoforo (ed. italiana)
Alito (アリト?, Arito)
Un Imperatore del Mondo Bariano, lavora per raccogliere i Numeri al fine di proteggere il suo mondo dalla distruzione. Contrariamente alla sua missione, Alito diventa rivale amichevole di Yuma Tsukumo. Dopo essere stato ferito da Ray Shadows, viene riposto all'interno di un Cristallo Baria, per recuperare le forze. Dopo essere stato rianimato dal potere di Don Thousand, la personalità di Alito diventa oscura e dimentica la sua amicizia con Yuma. In seguito diventa un "burattino" nelle mani di Vector e di Don Thousand, dopo che quest'ultimo gli ha fatto il lavaggio del cervello. Alito viene poi salvato da Yuma e collabora con lui per un breve periodo, prima di sacrificarsi per ripristinare i ricordi di Girag. La sua anima viene poi assorbita da Vector. In seguito al duello finale di Yuma e Astral, lui e gli altri Imperatori vengono riportati in vita dal potere del Codice Numeron. Usa un deck Pugile Indomito.
Doppiato da Hikami Takahiro (ed. giapponese), Mattia Bressan (ed. italiana)
Mizar (ミザエル?, Mizaeru, Mizael)
Un Imperatore Bariano che lavora per raccogliere i Numeri al fine di proteggere il suo mondo dalla distruzione. Egli diventa rivale di Kite a causa del fatto che entrambi sono padroni dei due draghi più forti della serie di e pertanto vogliono stabilire chi sia in assoluto il "maestro dei draghi". Alla fine viene sconfitto in un duello e la sua anima viene assorbita da Don Thousand. In seguito al duello finale di Yuma e Astral, lui e gli altri Imperatori Bariani vengono riportati in vita dal potere del Codice Numeron. Usa un deck Tachionico.
Doppiato da Genki Ookawa (ed. giapponese), Diego Sabre, Federica Valenti (da bambino) (ed. italiana)
Numero 96: Nebbia Oscura (Ｎｏ．９６ ブラック・ミスト?, Nanbāzu 96 Burakku Misuto, Number 96: Dark Mist)
Un Numero molto più potente degli altri, è in grado di pensare da solo e rappresenta il lato oscuro di Astral: il suo aspetto è identico, solo che è nero. Cerca di prendere il controllo di Astral per fargli compiere il suo dovere, cioè distruggere la Terra. Nella seconda serie prima aiuta Yuma e Astral contro il Gigante delle Ombre, poi stringe un'alleanza con Vector e tenta di distruggere il mondo Astrale. È in realtà un frammento di Don Thousand, da quest'ultimo impiantato in Astral prima di venire sigillato. Dopo la sconfitta la sua carta cade nelle mani di Vector, mentre i suoi poteri vengono riassorbiti da Don Thousand. Usa un deck Divoramalizia.
Doppiato da Miyu Irino (ed. giapponese), Andrea Bolognini (ed. italiana)

## Personaggi ricorrenti
Signor Heartland (Mr.ハートランド?, Misutā Hātorando)
Il sindaco di Heartland, riferisce a Kite gli ordini del Dottor Faker. Muore cadendo nel Cannone del Campo Sfera, ma viene resuscitato da Vector usando i poteri di Don Thousand sotto forma di mosca, e spia Yuma e Astral per conto suo. Dopo la scomparsa di Astral, Vector lo fa ritornare umano e lo invia sulla Terra con dei duellanti per prendere i Numeri a Yuma, Shark e Kite. Viene infine sconfitto in duello da Yuma ed Astral, e viene eliminato da Vector per punizione.
Doppiato da Jūrōta Kosugi (ed. giapponese), Paolo Sesana (ed. italiana)
Droite (ドロワ?, Dorowa) (Dextra nella versione americana)
Precedentemente braccio destro del Signor Heartland, è innamorata di Kite e usa un deck composto da mostri farfalla. Fa parte del comitato direttivo dei duelli e nella seconda serie diventa la manager di suo fratello Gauche.
Doppiata da Yumi Fukamizu (ed. giapponese), Tania De Domenico (ed. italiana)
Gauche (ゴーシュ?, Gōshu) (Nistro nella versione americana)
Precedentemente braccio sinistro del Signor Heartland, è un membro del comitato direttivo dei duelli. Inizialmente usa un deck Buttafuori, poi passa ad un deck Eroico. Nella seconda serie diventa un duellante professionista, con sua sorella Droite come manager.
Doppiato da Go Shinomiya (ed. giapponese), Patrizio Prata (ed. italiana)
Caswell Francis (等 々力孝?, Todoroki Takashi, Takashi Todoroki)
È il capoclasse della classe di Yuma ed è molto bravo con i computer. Usa un deck composto perlopiù da mostri elettronici.
Doppiato da Taishi Murata (ed. giapponese), Stefano Pozzi (ed. italiana)
Flip Turner (表裏徳 之助?, Omoteura Tokunosuke, Tokunosuke Omoteura)
Un ragazzo scaltro, essendo stato oggetto di bullismo da piccolo gioca sporco per vincere i duelli. Usa un deck formato da mostri con effetti Scoperta.
Doppiato da Aki Kanada (ed. giapponese), Monica Bonetto, Benedetta Ponticelli (dall'ep. 65) (ed. italiana)
Cathy Catherine (キャッシー 「キャットちゃん」?, Kyasshī "Kyatto-chan", Cathy "Cat-chan")
È una ragazza timida che è innamorata Yuma e a volte s'introduce nella sua camera di nascosto mentre il ragazzo dorme. Usa un deck formato da mostri gatto. Ha l'abilità di parlare con i felini e si muove agile con un gatto.
Doppiata da Yū Kobayashi (ed. giapponese), Patrizia Mottola (ed. italiana)
Orbital (オービタル?, Ōbitaru)
È il robot compagno di Kite, che lo tratta sempre male, anche se Orbital prova molto stima per lui. All'inizio non va d'accordo con Tori a causa della rivalità fra Yuma e Kite.
Kari Tsukumo (九十九 明里?, Tsukumo Akari)
La sorella maggiore di Yuma, lavora da casa come reporter ed è sempre alla ricerca di uno scoop. È cintura nera di karate e non vuole che Yuma duelli perché si preoccupa della sua sicurezza, ma il fratello riesce a convincerla a unirsi a lui e ai suoi amici nella lotta contro il male.
Doppiata da Nami Miyahara (ed. giapponese), Giuliana Atepi, Rosa Leo Servidio (Yu-Gi-Oh! Zexal II), Martina Felli (Yu-Gi-Oh! Zexal II ep.54) (ed. italiana)
Haru Tsukumo (九十九 春?, Tsukumo Haru)
La nonna di Yuma e Kari, si prende cura di loro quando i genitori sono assenti per le spedizioni archeologiche. Di natura gentile, è però severa su alcune questioni. Crede molto nelle abilità di Yuma come duellante e, infatti, convince Kari a lasciarlo duellare liberamente.
Doppiata da Ikuko Tani (ed. giapponese), Renata Bertolas (ed. italiana)
Kazuma Tsukumo (九十九 一馬?, Tsukumo Kazuma)
Il padre di Yuma e Kari, durante una spedizione nella quale lui e la moglie sono rimasti intrappolati in una bufera di neve ha incontrato Astral, che gli ha dato la Chiave dell'Imperatore, in seguito consegnata dall'uomo a Yuma. Si trova nel Mondo Astrale dopo essere stato tradito dal Dottor Faker.
Doppiato da Ichiro Mikami (ed. giapponese), Marco Balzarotti, e Claudio Colombo (ed. italiana)
Mira Tsukumo (九十九 未来?, Tsukumo Mirai)
La madre di Yuma e Kari, viaggia spesso per il mondo con il marito e si trova con lui nel Mondo Astrale.
Doppiata da Eri Miyajima (ed. giapponese), Daniela Fava, Gea Riva (Yu-Gi-Oh! Zexal II) (ed. italiana)
Anna Kaboom (神月 アンナ?, Kozuki Anna)
Una ragazza dal carattere deciso, alle elementari era in classe con Yuma, Tori e Bronk e aiutava i più deboli contro i bulli. All'inizio del Carnevale Mondiale di Duelli, pur non essendo una partecipante, sfida Yuma perché due anni prima, quando lei gli aveva dichiarato i suoi sentimenti prima di partire, non si era presentato all'appuntamento. Sconfitta, scopre che in realtà a piacerle era un ragazzo con un nome molto simile a quello di Yuma, Yuya Tsukune; comincia comunque a provare qualcosa per il ragazzo. Gira sempre in compagnia di un cannone volante, che si può usare anche come lanciarazzi, e il suo deck riguarda i treni.
Doppiata da Rei Mochizuki (ed. giapponese), Arianna Talamona, Jenny De Cesarei (dall'ep. 52) (ed. italiana)
Nelson Andrews (奥平風也?, Okudaira Fūya)
Un ragazzo che gira una serie TV, nella quale interpreta il ruolo di "Il Passero", e che vorrebbe avere una vita normale e la libertà di stare con gli amici; incontra Yuma per caso e i due diventano amici. Finisce sotto il controllo di Numero 83: Regina Galattica, ma, dopo la sconfitta a duello da parte di Yuma, ritorna normale.
Doppiato da Yuichi Iguchi (ed. giapponese), Simone Lupinacci (ed. italiana)
Mr. Kay (北野右京?, Kitano Ukyō)
Il professore della classe di Yuma, viene posseduto da Numero 34: Terror Byte e In un Episodio sfrutta Caswell per trasmettere un virus informatico in tutta Heartland City per far esplodere una bomba. Viene poi sconfitto a duello e torna normale, continuando a fare il suo lavoro da insegnante.
Doppiato da Tomoaki Maeno (ed. giapponese), Diego Sabre (ed. italiana)

## Personaggi minori
Maestro Roku (六十郎?, Rokujūrō)
È il proprietario di un antico santuario dei duelli e amico d'infanzia di Haru Tsukumo, la nonna di Yuma. Inizialmente insegna a duellare solo a Kaze, ma successivamente anche Yuma e Astral diventano suoi allievi.
Doppiato da Shōichirō Akaboshi (ed. giapponese), Riccardo Rovatti (ed. italiana)
Kaze (闇カワ?, Yamikawa)
È un duellante molto abile del maestro Roku. Viene soggiogato da Numero 12: Ninja Armatura di Ombra Scarlatta, ma torna normale dopo essere stato sconfitto da Yuma. Usa un deck Ninja Armatura.
Doppiato da Shouma Yamamoto (ed. giapponese), Claudio Moneta (ed. italiana)
Carlyle Chesterton (神宮寺守?, Jingūji Mamoru)
Il presidente del comitato studentesco dell'accademia di Yuma, cade sotto il controllo di Girag e chiede l'aiuto di Caswell per usare le regole della scuola contro Yuma.
Doppiato da Kazuyuki Okitsu (ed. giapponese), Jacopo Calatroni (ed. italiana)
Spencer (太一?, Taichi)
Uno studente della stessa scuola di Yuma che è spesso vittima delle truffe di Flip.
Doppiato da Yasuaki Takumi (ed. giapponese), Fabrizio Valezano (ed. italiana)
Cameron Clix / Shuta Hayami (速はや見み 秀しゅう太?, Hayami Shūta)
Un fotografo esperto che, sotto il controllo di Numero 25: Focus Forza, riesce a prevedere il futuro con le sue foto.
Doppiato da Takuya Eguchi (ed. giapponese), Federico Viola (ed. italiana)
Charlie McCoy (チャーリーマッコイ?, Chārī MakKoi)
Un uomo molto fortunato grazie alla carta Numero 7: Sequenza Fortunata, che sfrutta per commettere crimini. Era un grande amico di Kazuma e gli piace Kari. Ha una nipote, Mayumi, alla quale è molto affezionato.
Doppiato da Daisuke Hirakawa (ed. giapponese), Luca Sandri (ed. italiana)
Mayumi (まゆみ?, Mayumi)
È la nipote di Charlie, al quale vuole molto bene e crede. È ricoverata in ospedale perché è malata, poi, grazie agli incoraggiamenti di Charlie, si opera e sta bene.
Doppiata da Akira Namikio (ed. giapponese), Loretta Di Pisa (ed. italiana)
Kakeru Kunitachi (翔国立?, Kunitachi Kakeru)
Un giovane calciatore professionista che non è stato accettato dai suoi fratelli nella loro squadra. Partecipa al Carnevale Mondiale di Duelli, dove viene sconfitto da Yuma; alla fine viene accettato nella squadra.
Doppiato da Mitsuki Saiga (ed. giapponese), Massimo Di Benedetto (ed. italiana)
Shigeru Kunitachi (国立茂?, Kunitachi Shigeru)
Il padre di Kakeru e dei suoi due fratelli, Kazu e Hide. È il fondatore di una famosa azienda di Duel Gazer.
Kazu Kunitachi (国立カズ?, Kunitachi Kazu)
Uno dei due fratelli calciatori di Kakeru e figlio di Shigeru. Insieme a suo fratello, Kazu allena una squadra ed entrambi all'inizio non accettano Kakeru, ma dopo averlo visto duellare capiscono le sue doti.
Doppiato da Manabu Sakamaki (ed. giapponese), Andrea Bolognini (ed. italiana)
Hide Kunitachi (国立ヒデ?, Kunitachi Hide)
Il fratello maggiore di Kakeru e Kazu, nonché il più abile a calcio e gioca nella squadra di Heartland. Lui e Kazu all'inizio non accettano Kakeru, ma dopo averlo visto duellare capiscono le sue doti.
Doppiato da Manabu Sakamaki (ed. giapponese), Graziano Galoforo (ed. italiana)
Shobi Yuatsu (油圧ショーベェ?, Yuatsu Shōbē)
Un giovane duellante che partecipa al Carnevale Mondiale di duelli e combatte in un cantiere contro Yuma, ma viene sconfitto e consegna a Yuma il suo frammento di cuore. Possiede un deck macchine pesanti.
Doppiato da Motoko Kumai (ed. giapponese), Andrea Oldani (ed. italiana)
Hosaku Yasai (矢最豊作?, Yasai Hōsaku)
Un uomo che va in giro con un cesto di ortaggi, che adora mangiare. La sua regola personale è che, durante i duelli, lui e l'avversario devono mangiare un ortaggio prima di giocare. Partecipa alle eliminatorie del Carnevale Mondiale di Duelli, dove viene sconfitto da Yuma.
Doppiato da Kenji Nomura (ed. giapponese), Pietro Ubaldi (ed. italiana)
Art Stanley (有賀千太郎?, Ariga Chitarō)
È un giovane pittore che, sotto controllo di Girag, si avvicina a Shark per farne il personaggio di un fumetto. Viene sconfitto da Shark e torna normale, decidendo di rendere Shark il personaggio principale del suo fumetto e Yuma un personaggio comico.
Doppiato da Yōsuke Itō (ed. giapponese), Diego Sabre (ed. italiana)
Lotus Hanazoe (花添愛華?, Hanazoe Aika)
Una ragazza misteriosa che, sotto controllo di Girag, propone a Rio di entrare a far parte del suo corso di bonsai non appena la ragazza arriva a scuola. Con la sua voce riesce ad addormentare tutti, tranne Yuma, Ray e Rio, che la sconfigge e la fa tornare normale.
Doppiata da Yūka Nanri (ed. giapponese), Marcella Silvestri (ed. italiana)
Yata Garasu (八迟烏?, Yata Garasu)
Uno studente del terzo anno dell'accademia Heartland, all'arrivo di Rio le propone di unirsi alla sua squadra di calcio, di cui lui è il portiere e il capitano. Alla fiera della scuola partecipa a una recita come principe, mentre Rio ha il ruolo di principessa.
Doppiato da Yu Hayashi (ed. giapponese), Ruggero Andreozzi (ed. italiana)
Devon Knox (片桐大介?, Katagiri Daisuke)
È un duellante esperto molto famoso e popolare tra le ragazze. Duella per il divertimento e la gioia, ma cade sotto il controllo di Girag diventando brutale e violento. Torna normale dopo essere stato sconfitto da Yuma.
Doppiato da Mamoru Miyano (ed. giapponese), Alessandro Capra (ed. italiana)
Fender (風魔?, Fūma)
Il capo di una gang di strada, cade sotto il controllo di Girag, ma torna normale dopo essere stato sconfitto da Yuma.
Doppiato da Takaya Kuroda (ed. giapponese), Lorenzo Scattorin (ed. italiana)
Scorch (陸王?, Rikuo)
È un duellante rude e violento che lotta al fianco del fratello Chills, e con il quale Shark ha duellato per diverso tempo prima di schierarsi con Yuma. Possiede Numero 61: Volcasauro, ma viene sconfitto e il numero va a Yuma.
Doppiato da Daisuke Kirii (ed. giapponese), Dario Oppido (ed. italiana)
Chills (海王?, Kaiō)
È un duellante rude e violento che lotta al fianco del fratello Scorch, e con il quale Shark ha duellato per diverso tempo prima di schierarsi con Yuma. Possiede Numero 19: Freezadonte, ma viene sconfitto e il numero va a Yuma.
Doppiato da Kenji Fukuda (ed. giapponese), Alessandro Maria D'Errico (ed. italiana)
Weasel (銀次?, Ginji)
Uno dei membri della gang di Chills e Scorch che, appena scopre del colpo al museo che intendono fare, decide di abbandonare e avverte del furto Yuma e Tori.
Doppiato da Yuki Fujiwara (ed. giapponese), Matteo Zanotti (ed. italiana)
Erazor (エラザー?, Erazā)
Uno degli sgherri del signor Heartland. Ama molto nutrirsi dei ricordi degli esseri umani. Possiede un deck cicala, oltre a un mostro Numero falso.
Doppiato da ??? (ed. giapponese), Dario Oppido (ed. italiana)
Chironex (キロネックス?, Kironekkusu)
Un altro degli sgherri del signor Heartland. Il suo potere è avvelenare i corpi degli esseri umani. Possiede un deck medusa, oltre a un mostro Numero falso. Dopo essere stato sconfitto da Shark, lui si ricorda del ragazzo tanto tempo durante un incidente.
Doppiato da ??? (ed. giapponese), Lorenzo Scattorin (ed. italiana)
Screech (金切り声?, Skuritcho)
L'ultimo sgherro del signor Heartland. Possiede un deck zanzara, oltre a un mostro Numero falso.
Doppiato da ??? (ed. giapponese), Marco Balzarotti (ed. italiana)
Brooke Walker (羽原海美?, Habara Umimi)
Una duellante professionista amica di Anna, della quale era in passato la maestra, dopo il suo matrimonio con Mayday si ritira dai duelli. Viene controllata da Vector durante il torneo della fiera in coppia.
Doppiata da Mie Sonozaki (ed. giapponese), Marcella Silvestri (ed. italiana)
Mayday Walker (羽原飛夫?, Habara Tobio)
Il marito di Brooke e duellante professionista, lavora come pilota. Viene controllato da Vector durante il torneo della fiera in coppia.
Doppiato da Keiichi Nakagawa (ed. giapponese), Lorenzo Scattorin (ed. italiana)
Dog-chan (ドッグちゃん?, Doggu-chan)
È una bambina che partecipa al Carnevale Mondiale dei Duelli. Adora i cani e si scontra con Cathy a causa della rivalità fra cani e gatti.
Doppiata da Sumire Morohoshi (ed. giapponese), Serena Clerici (ed. italiana)
Chukichi (忠吉?, Chūkichi)
È il cane che accompagna Dog-chan e duella al posto suo, essendo la sua padrona molto timida.
Doppiato da Keisuke Ishida (ed. giapponese), Pietro Ubaldi (ed. italiana)
Parker (パーカー?, Pākā)
Il sindaco di un piccolo paese che tiene ai bambini e costruisce per loro molti edifici. È colui di cui Numero 96 prende il corpo fin quando non incontra Vector, che gli propone di unirsi a lui.
Doppiato da Daichi Endō (ed. giapponese), Diego Sabre (ed. italiana)
Inoki Koro (コロ猪木?, Koro Inoki)
Il criminale che possedeva Numero 56: Ratto d'Oro prima che gli venisse sottratta da Kite grazie alla mano fantasma durante il suo primo incontro con Yuma al centro commerciale.
Doppiato da Karuki Otose (ed. giapponese), Matteo Zanotti (ed. italiana)
Brianna Stone (武田鉄子?, Takeda Tetsuko)
La sorella maggiore di Bronk, di cui si prende cura, è una vecchia amica di Kari.
Doppiata da Motomi Ikunai (ed. giapponese), ? (ed. italiana)
Tetsumi Stone (武田鉄美?, Takeda Tetsumi)
È la madre di Brianna e Bronk.
Doppiata da Shizuka Okohira (ed. giapponese), ? (ed. italiana)
Signora Andrews (奥平さん?, Okudaira-san)
La madre di Nelson, è la sua manager e un'attrice che recita nella stessa serie del figlio nel ruolo della Regina Galattica. È una donna fredda e altezzosa. Viene controllata da Numero 83: Regina Galattica, ma dopo la vittoria di Yuma torna normale.
Doppiata da Kaori Yamagata (ed. giapponese), Elda Olivieri (ed. italiana)
Kuro Shigami (黒死神?, Shigami Kuro)
È il possessore originale di Numero 96: Nebbia Oscura, che viene sconfitto da Yuma.
Doppiato da Akira Kashino (ed. giapponese), Andrea Bolognini (ed. italiana)
Lala (ララディンドン?, Din Don Rara)
L'annunciatrice del telegiornale apparsa poche volte. Una volta importante è quando intervista Roku e Kaze per la scoperta del comandante Kiraku.
Doppiata da Kiro Karazui (ed. giapponese), Francesca Bielli (ed. italiana)
Minotaurus (ミノタウルス?, Minotaurusu)
Il guardiano di Numero 65: Combattente Djinn, uno dei sette Numeri Mitiriani. Viene sconfitto a duello da Numero 96 e quest'ultimo s'impossessa della sua carta. È un toro nero con un'armatura dorata e un'ascia.
Doppiato da Nishiakun Kandora (ed. giapponese)
Pandora Biella (ビエッラ史郎?, Bierra Shirō)
Una dei partecipanti delle semifinali del Carnevale Mondiale di Duelli che viene sconfitta da Caswell.
Doppiata da Hakura Kinatoko (ed. giapponese), ? (ed. italiana)
Bento (弁当?, Bentō)
Uno degli uomini apparsi nella pubblicità del torneo di Spartan City, che si può notare essere una delle vittime da sacrificare per il Mondo Bariano dopo aver preso un Numero falso.
Yu Korashi (ゆうこらし?, Korashi Yū)
Un cacciatore di Numeri al servizio di Kite e originale possessore di Numero 16.
Doppiato da Sanku Igaran (ed. giapponese), Andrea Bolognini (ed. italiana)
Anna Vero (チャイカッパ?, Kappa Chai)
Una duellante che grazie al cubo dei misteri riesce sempre a stupire e abbagliare le persone durante gli scontri. Sfrutta questa abilità per confondere l'avversario e condurlo all'arresa o alla perdita. Viene sconfitta da Yuma e si scopre che il potere era a causa del mostro Xyz Gorgoglio misterioso. Nel manga il suo ruolo è più importante rispetto all'anime.
Doppiata da Kana Hiramaru (ed. giapponese), ? (ed. italiana)
Mach (マッハ?, Mahha)
È il guardiano di Numero 44: Pegaso del Cielo, uno dei sette Numeri Mitiriani. Il suo vero nome è Pegasus, ed è stato il pegaso di Dumon in una vita passata. Quando Yuma e Astral si recano nelle sue rovine per impossessarsi del Numero, sfida Yuma a duello per metterlo alla prova, ma viene sconfitto; di conseguenza scompare e la sua carta Numero finisce nelle mani di Yuma e Astral. Usa un deck Druido.
Doppiato da Susumu Chiba (ed. giapponese), Maurizio Merluzzo (ed. italiana)
Ponta (ポンタ?, Ponta)
È il guardiano di Numero Mitiriano 64: Procione Ronin Sandayu ed è un piccolo procione. Molti secoli prima, piuttosto malridotto dopo una battaglia, fu salvato e curato dal comandante Kiraku, cioè Girag. Per sdebitarsi, Ponta, viste le sue grandi doti di guerriero, decise di lottare al posto di Kiraku prendendone l'aspetto e vincendo tutte le battaglie, facendolo diventare ancora più famoso. Kiraku, però, decise di cacciarlo via per l'invidia e Ponta finì per essere rinchiuso in una statua. Usa un deck Procione.
Doppiato da Ryōko Shiraishi (ed. giapponese), Jolanda Granato, Renata Bertolas (ep. 60) (ed. italiana)
Scritch (蚊忍者?, Kaninja)
Uno dei tre duellanti assoldati da Mr. Heartland per conto di Vector, a cui viene impartito l'ordine di impadronirsi delle carte numero di Yuma. Viene sconfitto da Five e Kite nel luogo in cui questi ultimi stanno per spedire Yuma nel Mondo Astrale attraverso un brillante marchingegno da loro realizzato. Usa un deck Zanzara.
Doppiato da Masahito Yabe (ed. giapponese), Marco Balzarotti (ed. italiana)
Abyss (アビス?, Abisu)
È il guardiano degli ultimi due Numeri Mitiriani, cioè Numero 73: Spruzzo dell'Abisso e Numero 94: Crystalzero. Mette alla prova Shark a duello per risvegliare i suoi veri ricordi, ma viene sconfitto e scompare, mentre le sue carte Numero finiscono nelle mani di Shark. In una vita passata era una possente divinità evocata da Vector durante l'assalto al regno di Nash, ma, dopo essere stato purificato da un sacrificio di Marin, passò dalla parte di Nash, aiutandolo a sconfiggere Vector. Dopo che Vector fece sparire Nash e Marin nel Mondo Bariano, Abyss li mise in salvo trasferendo le loro anime nei corpi di Reginald e Rio Kastle. Usa un deck Gorgonico.
Doppiato da Katsuhiko Sasaki (ed. giapponese), Massimiliano Lotti (ed. italiana)
Eliphas (エリファス?, Erifasu)
Il guardiano del Mondo Astrale, duella contro Yuma per impedirgli di liberare Astral, che secondo lui aveva contagiato il Mondo Astrale con l'energia oscura di Yuma. Quando viene sconfitto, libera Astral capisce il rapporto tra Yuma e Astral, affidando loro la missione di fermare i Bariani.
Doppiato da Kenji Hamada (ed. giapponese), Lorenzo Scattorin (ed. italiana)
Ena (エナ?, Ena)
Un'abitante del Mondo Astrale, vive in un santuario e chiede a Yuma di salvare la loro popolazione toccandola: in cambio, gli mostra la via di uscita per scappare da Eliphas.
Doppiata da Eri Aida (ed. giapponese), Loretta Di Pisa (ed. italiana)
Jinlon (ジンロン?, Jinron)
È un uomo anziano che vive in un santuario ed è il guardiano del numero mitiriano Numero 46: Dragluone. Affronta Kite con il suo drago, ma viene sconfitto e gli consegna Dragluone. In realtà è un drago che ha incontrato Mizar nel suo passato da umano.
Doppiato da Kenichi Ogata (ed. giapponese), Marco Balbi (ed. italiana)
Scarlett Starling (蝶野さなぎ?, Sanagi Chono)
È una cantante molto famosa nella città di Heartland. Uno dei chitarristi della sua band è Reginald Kastle. la sua canzone più famosa è Take a Chance (La prima sigla di Yu-Gi-Oh! Zexal in inglese).
Summer (サチ?, Sachi)
È una migliore amica di Tori, spesso viene vista insieme a Jen.
Doppiata da Kuniko Ishijima (ed. giapponese), Jenny De Cesarei e Giuliana Atepi (ep.92) (ed. italiana)
Jen (セイ?, Sei)
È una migliore amica di Tori, spesso viene vista insieme a Summer.
Doppiata da Kana Omuro (ed. giapponese), Ludovica De Caro (Yu-Gi-Oh! Zexal) e Francesca Bielli (Yu-Gi-Oh! Zexal II) (ed. italiana)

## Manga
Kyoji Yagumo (八雲興司?, Yagumo Kyoji)
È un Cacciatore di Numeri per conto del signor Heartland e ha studiato in un istituto insieme a Shark. Anni prima, durante il campionato di duelli, cercò di rubare il deck del duellante dato per vincitore, ma fallì e Shark si prese la colpa. È al comando dell'operazione di raccolta dei Numeri e utilizza un deck formato da mostri di tipo ragno; in seguito, decide di tradire i suoi datori di lavoro e seguire un proprio piano per distruggere il Mondo Astrale. Possiede la capacità di plasmare i suoi Numeri, che gli è data dal fatto che un Numero guadagna i suoi poteri in base ai desideri dell'utilizzatore.
Luna (瑠那?, Runa)
È una Cacciatrice di Numeri. Un tempo lavorava come assistente del Dottor Faker, ma si è ribellata dopo aver scoperto il suo piano di distruggere la Terra e il Mondo Astrale. Convince Shark a collaborare con lei.
Captain Corn (キャプテン・コーン?, Kyaputen Kōn)
Lavora per il Dottor Faker ed è il primo Cacciatore di Numeri che si batte contro Yuma.
Thunder Spark (サンダー・スパーク?, Sandā Supāku)
Lavora per il Dottor Faker ed è il secondo Cacciatore di Numeri che si batte contro Yuma.
Cologne (コロン?, Koron)
Lavora per il Dottor Faker ed è la terza Cacciatrice di Numeri che si batte contro Yuma. Un tempo era una bambola appartenuta a Cathy, che la buttò via quando ne ricevette una nuova; fu poi portata in vita dal Dottor Faker per servirlo. Dopo essere stata sconfitta da Yuma, diventano amici e va a vivere a casa del ragazzo.
Eviluder (イビルーダー?, Ibirūdā)
È il primo Cacciatore di Numeri al servizio di Kyoji.
Hishakaku (飛車角?, Hishakaku)
È il secondo Cacciatore di Numeri al servizio di Kyoji.
Shadow (シャドウ?, Shadou)
È il terzo Cacciatore di Numeri al servizio di Kyoji.